# تفسير الأحلام (كتاب)
معجم تفسير الأحلام كتاب من تأليف محمد بن سيرين وعبد الغني النابلسي.
الكتاب عبارة عن معجم لتفسير الأحلام يحتوي على أكثر من 3000 كلمة مفتاح، يجمع هذا الكتاب بين الجديد و القديم، إذ أنه خلاصة لكتاب تفسير الأحلام عبر العصور وذلك بإستيعابه التام لجميع الأمور.

## نسبة كتاب لابن سيرين
ذكر كثير من العلماء أن نسبة الكتاب غير موثوقة لابن سيرين.
كتاب تعبير الرؤيا المتداول بين الناس المنسوب للإمام محمد بن سيرين رحمه الله لم نقف على من نسبه إليه من أهل التحقيق ممن ترجموا له كالإمام الذهبي في السير، والحافظ ابن كثير في البداية والنهاية.
ولو كان هذا الكتاب له لما خفي أمره على هذين الإمامين وأمثالهما، فالغالب على الظن أنه ليس له، ولكنهم جميعًا ذكروا موهبته وبراعته في تعبير الرؤيا، وذكر الذهبي نماذج من ذلك وعقب عليها بقوله: جاء عن ابن سيرين في التعبير عجائب يطول الكتاب بذكرها، وكان له في ذلك تأييد إلهي.
ومما ذكره عنه الإمام الذهبي قال: عن عبد الله بن مسلم المزوي قال: كنت أجالس ابن سيرين فتركته وجالست بعض أهل البدع؛ فرأيت كأني مع قوم يحملون جنازة النبي صلى الله عليه وسلم فأتيت ابن سيرين فذكرته له، فقال: مالك جالست أقوامًا يريدون أن يدفنوا ما جاء به النبي صلى الله عليه وسلم!.
ومما ذكره: أن رجلاً قص على ابن سيرين فقال: رأيت كأن بيدي قدحًا من زجاج فيه ماء فانكسر القدح وبقي الماء، فقال له: اتق الله فإنك لم تر شيئًا، فقال: سبحان الله، قال ابن سيرين: فمن كذب فما عليَّ؛ ستلد امرأتك وتموت ويبقى ولدها.
فلما خرج الرجل قال: والله ما رأيت شيئًا ! فما لبث أن ولد له وماتت امرأته.
إلى غير ذلك من عجائب ذكرها، وهي موجودة أو أكثرها في الكتاب المنسوب لابن سيرين، ولعل بعض المتأخرين جمعها ونسبها إليه. والله أعلم.
أما الإمام محمد بن سيرين فهو شيخ الإسلام أبو بكر الأنصاري البصري مولى أنس بن مالك خادم رسول الله صلى الله عليه وسلم ولد في آخر خلافة عمر، سمع أبا هريرة، وأنسًا، وابن عباس، وابن عمر وغيرهم من الصحابة، وروى عنه خلق كثير من التابعين.
توفي رحمه الله بعد الحسن البصري بمائة يوم، سنة عشر ومائة للهجرة.